# A budapesti Károly körút épületeinek listája
Az alábbi lista a budapesti Kiskörút Károly körúti részén fekvő épületek listáját tartalmazza.

## 1-10.
| Kép | Házszám | Név                                             | Építés ideje | Tervező                        | Megjegyzés                                                                                    | További képek a Wikimédia Commonson |
| --- | ------- | ----------------------------------------------- | ------------ | ------------------------------ | --------------------------------------------------------------------------------------------- | ----------------------------------- |
|     | 1.      | Georgia-bérház                                  | 1938–1939    | Hültl Dezső                    |                                                                                               |                                     |
|     | 2.      | Grünbaum és Weiner üzlet és bérház              | 1894         | Korb Flóris és Giergl Kálmán   |                                                                                               |                                     |
|     | 3/a.    | Első Katonai Biztosító Intézet bér- és székháza | 1911–1913    | Hoepfner Guidó és Györgyi Géza | Földszintjén működik a Belvárosi Színház.                                                     |                                     |
|     | 3/b.    | Mandl-bérház                                    | 1898–1899    | Hubert József                  |                                                                                               |                                     |
|     | 3/c.    | bérház                                          | 1928–1929    | Málnai Béla                    |                                                                                               |                                     |
|     | 4.      | bérház                                          | 1887         | Senger János                   |                                                                                               |                                     |
|     | 5.      | bérház                                          | 1929–1930    | Fischer József                 |                                                                                               |                                     |
|     | 6.      | K6 irodaház                                     | 1986         |                                |                                                                                               |                                     |
|     | 7.      | modern lakóház                                  | 1970         |                                |                                                                                               |                                     |
|     | 8.      | bérház                                          | 1863         | Hild József                    |                                                                                               |                                     |
|     | 9.      | irodaház                                        | 1980-as évek |                                | A Hadik-Barkóczy ház (Czigler Győző, 1896) állt korábban a helyén. Ezt 1975-ben bontották le. |                                     |
|     | 10.     | bérház                                          | 1901         | Czenner Gyula                  |                                                                                               |                                     |

## 11-20.
| Kép | Házszám | Név         | Építés ideje   | Tervező                                     | Megjegyzés                                                                         | További képek a Wikimédia Commonson |
| --- | ------- | ----------- | -------------- | ------------------------------------------- | ---------------------------------------------------------------------------------- | ----------------------------------- |
|     | 11.     | irodaház    | 1991–1992      | Turányi Gábor, Szalai Tihamér, Vörös Ferenc | Korábban Sebastiani Frigyes lakóháza állt itt (átalakítás: 1864, Diescher József). |                                     |
|     | 12.     | bérház      | 1894 / 1896    | Hubert József                               |                                                                                    |                                     |
|     | 13-15.  | OTI-bérház  | 1938           | Hübner Tibor és Janáky István               |                                                                                    |                                     |
|     | 14.     | Szevera-ház | 1904 vagy 1906 | Schannen Ernő                               |                                                                                    |                                     |
|     | 16.     | bérház      | 1868           | Hild Károly                                 |                                                                                    |                                     |
|     | 17-25.  | bérházak    | 1937           | Wälder Gyula                                | A páratlan oldal utolsó telke.                                                     |                                     |
|     | 18.     | bérház      | 1913 vagy 1914 | Strausz Ödön                                |                                                                                    |                                     |
|     | 20.     | bérház      | 1912           | Révész Sámuel és Kollár József              |                                                                                    |                                     |

## 21-28.?
| Kép | Házszám | Név               | Építés ideje | Tervező         | Megjegyzés | További képek a Wikimédia Commonson |
| --- | ------- | ----------------- | ------------ | --------------- | --- | ----------------------------------- |
|     | 22.     | Röser-udvar       | 1883         | Kauser Gyula    | |                                     |
|     | 24.     | bérház            | 1904 / 1905  | Kriegler Sándor | |                                     |
|     | 26.     | Freiberger-bérház | 1893 / 1894  | Örömy József    | Az épület nagy méretű kupolája 1935-ben statikai okok miatt elbontásra került. |                                     |
|     | 28-?.   | Városháza park    | 2024         |                 | A páros oldal utolsó telke. Az 1894 óta a Fővárosi Önkormányzat székházaként funkcionáló Invalidus-ház (Károly-kaszárnya) Károly körúti szárnya 1824-re készült el. A második világháborút követően földszintes üzletsorrá építették át. Miután teljesen kiürült, 2005-ben lebontották. |                                     |

## Kapcsolódó egyéb hivatkozások
- http://www.szecessziosmagazin.com/magazin7/karolykorut14.php